# Cmentarz Komunalny w Lwówku Śląskim
Cmentarz komunalny w Lwówku Śląskim (do 1945 r. niem. Friedhof Löwenberg – Cmentarz Lwówecki) – największy cmentarz w Lwówku Śląskim, jeden z większych w powiecie lwóweckim. Został założony we wczesnych etapach funkcjonowania miasta. Cmentarz komunalny założono w końcówce XVIII wieku na tarasach z alejami lipowymi i figuruje w rejestrze zabytków. Jego powierzchnia wynosi 5,31 ha i planowana jest jego dalsza rozbudowa.

## Historia
Potrzeba wybudowania nowego cmentarza powstała we wczesnych latach funkcjonowania miasta z powodu przepełnienia cmentarzy przykościelnych w obrębie murów miejskich. Za dogodną lokalizację nowego cmentarza uznano podnóże Góry Szpitalnej w Lwówku Śląskim.
W I połowie XVI w. wzniesiono na nim kościół cmentarny św. Mikołaja, który został zniszczony przez żołnierzy szwedzkich w czasie wojny 30-letniej. W XIX w. zbudowano obecną neogotycką kaplicę cmentarną.
Po wielu mogiłach zaginął ślad. Nie zachowały się groby wybitnych postaci pochodzących z Lwówka Śląskiego, np. Moritza Hanemanna (1808–1875) – pierwszego muzyka kapeli królewskiej oraz Hansa Pfuhla (1846–1914) – wybitnego artysty rzeźbiarza, autora wielu monumentalnych kompozycji rzeźbiarskich, m.in. w Berlinie, Atenach, Poznaniu.

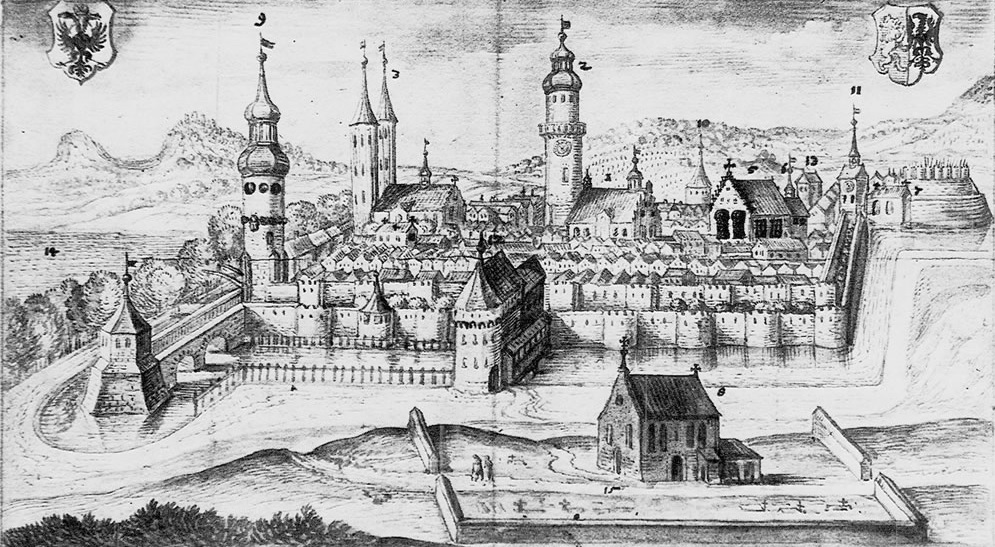
Cmentarz komunalny wraz z niewielką jeszcze kaplicą cmentarną (nr 8 na pierwszym planie) na panoramie miasta z XVI wieku

## Architektura
Dużą część terenu nekropolii przeznaczono na zieleńce, pomniki, żywopłoty, szerokie aleje obsadzane szpalerami dekoracyjnych drzew. W starszej (dolnej) części cmentarza
główne aleje wyłożono kostką brukową i kamiennymi płytami chodnikowymi. Nie zapomniano także o ułatwiających komunikację schodkach.

### Bramy

#### Brama Główna

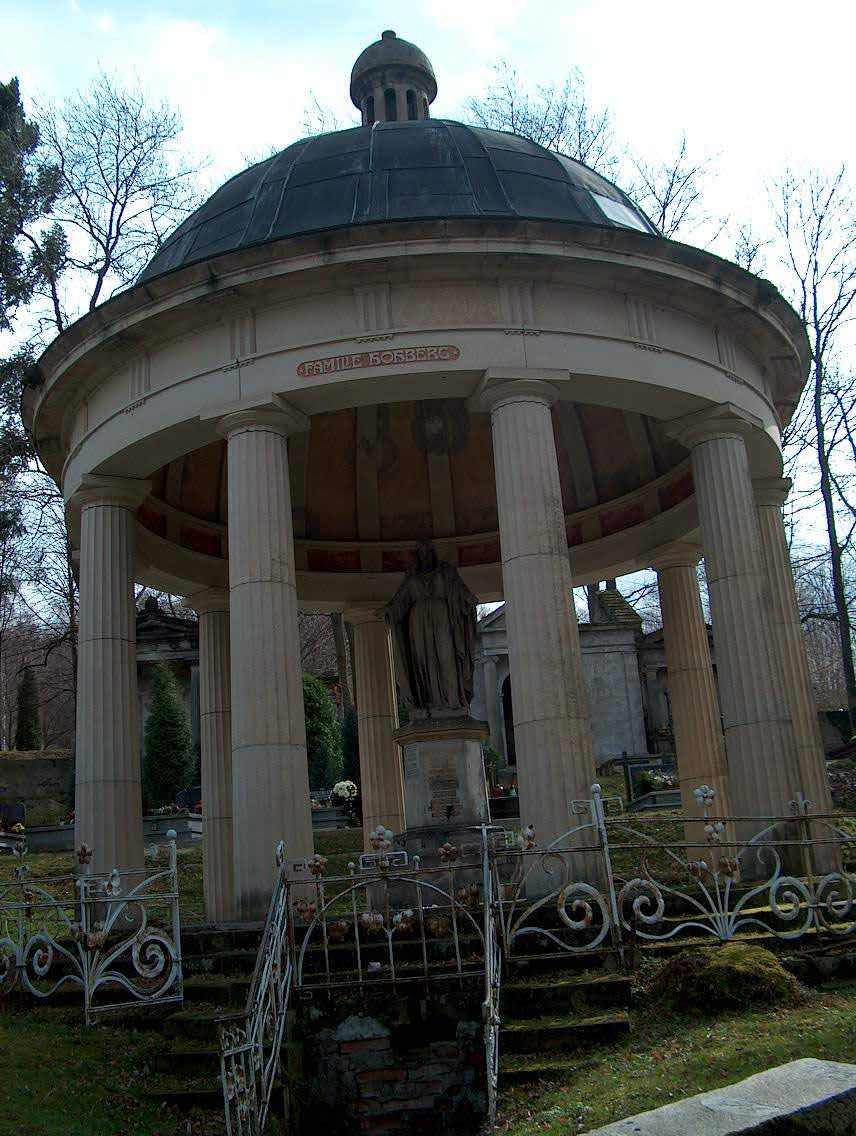
Mauzoleum rodziny Hohbergów

Główne i zarazem najbardziej reprezentacyjne wejście na cmentarz to wejście od strony północnej. Główne wejście na cmentarz prowadzi od ul. Wojska Polskiego przez kamienny mostek nad rzeką Płóczką – lewym dopływem Bobru. Na bramie cmentarza i ścianach kaplicy cmentarnej znajdują się epitafia z XVII i XVIII w. Część z nich przeniesiono z kościoła św. Franciszka w Lwówku Śląskim. Wiele starych grobowców zachowało się na starym południowym i zachodnim murze cmentarza. Są tu epitafia z XVII i XVIII w., a także groby poległych w czasie I wojny światowej oraz zmarłych w latach 30. XX w.

#### Bramy Boczne
Oprócz bramy głównej na cmentarz można się dostać bramami bocznymi. Od strony wschodniej znajduje się brama prowadząca od ul. Warsztatowej, a od strony zachodniej znajdują się dwie bramy wzdłuż ulicy Henryka Brodatego.

### Kaplica cmentarna
Kaplica cmentarna znajduje się przy północnym wejściu na cmentarz komunalny.

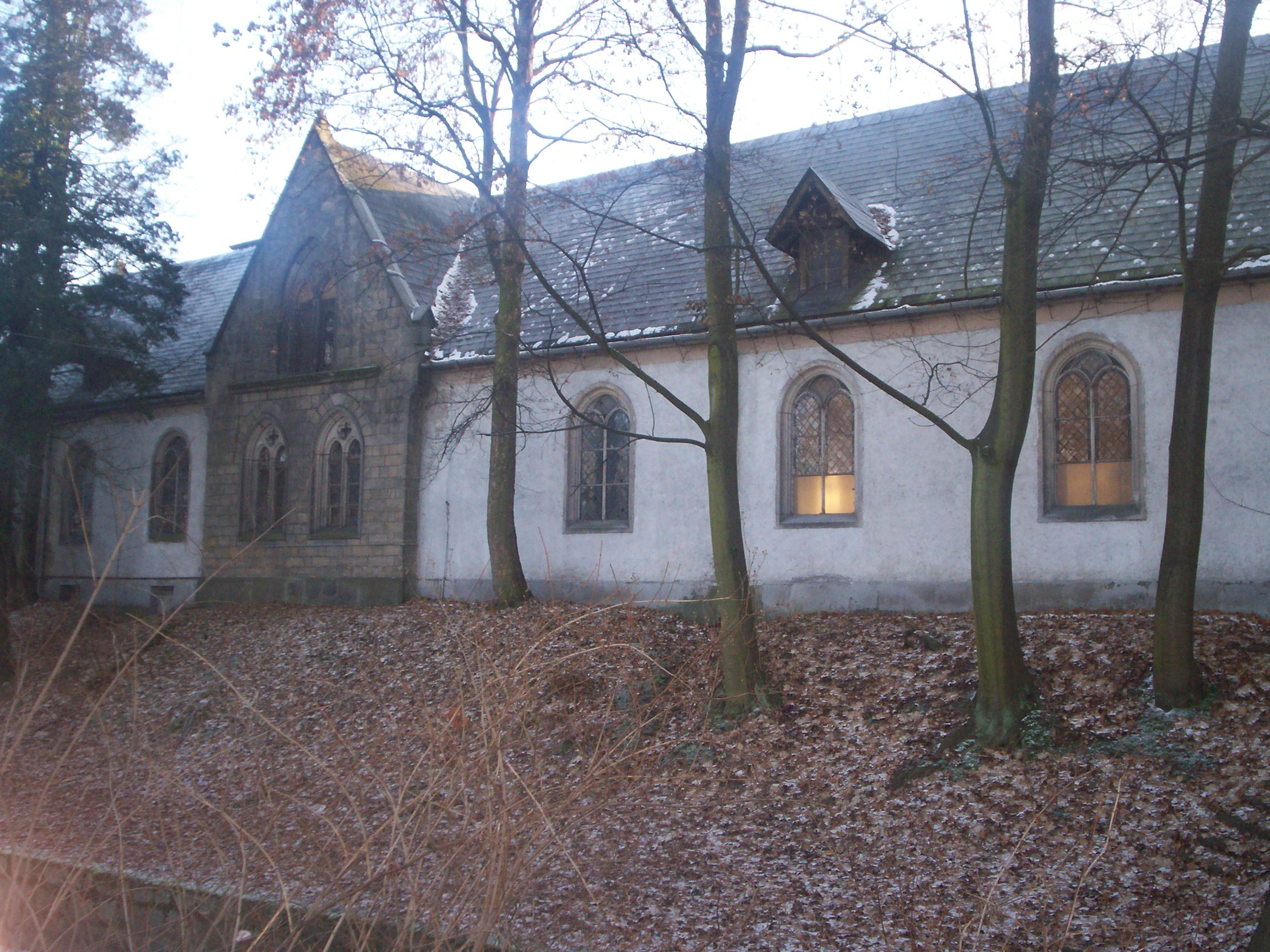
Kaplica Cmentarna
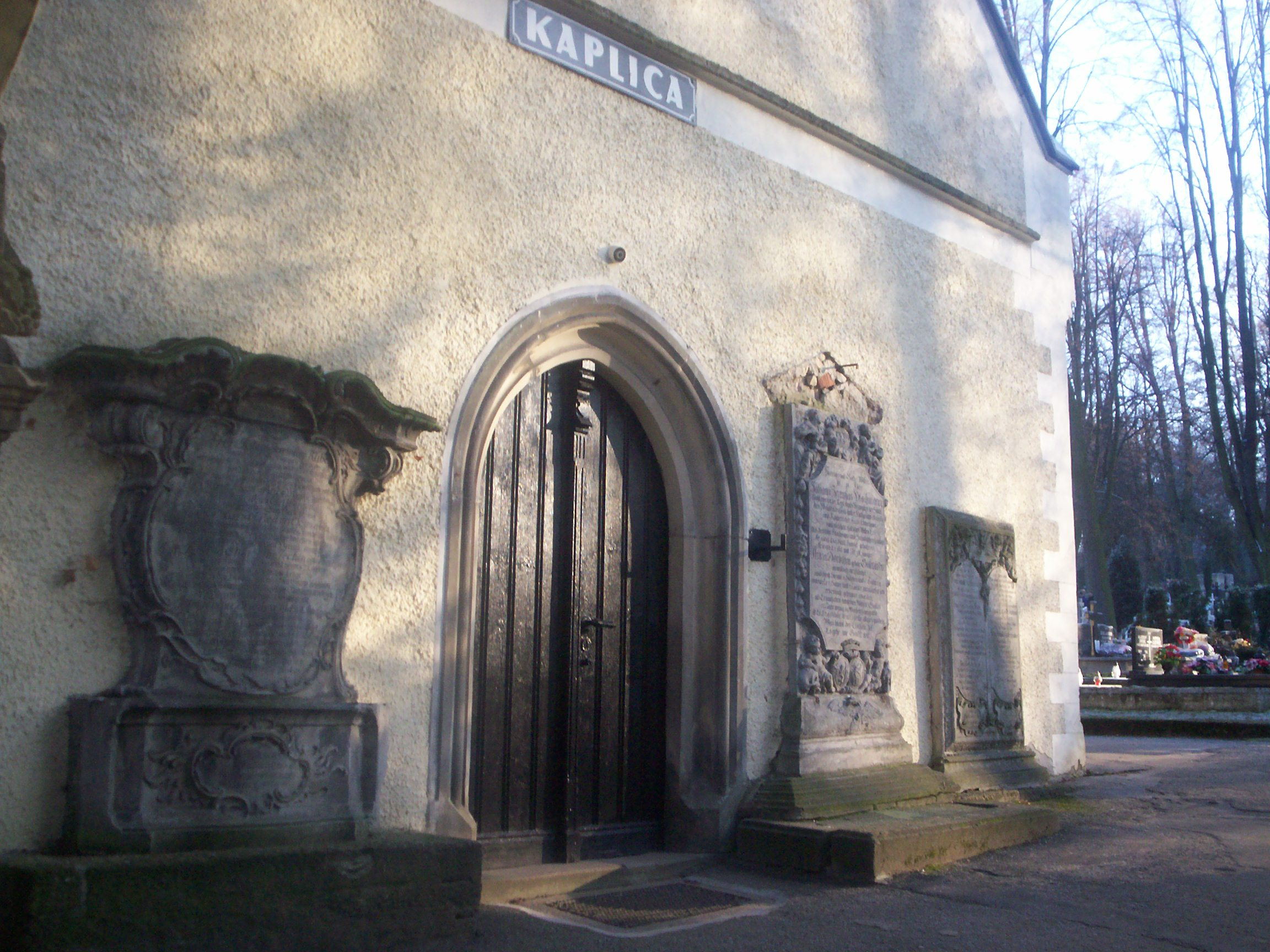
Wejście do kaplicy
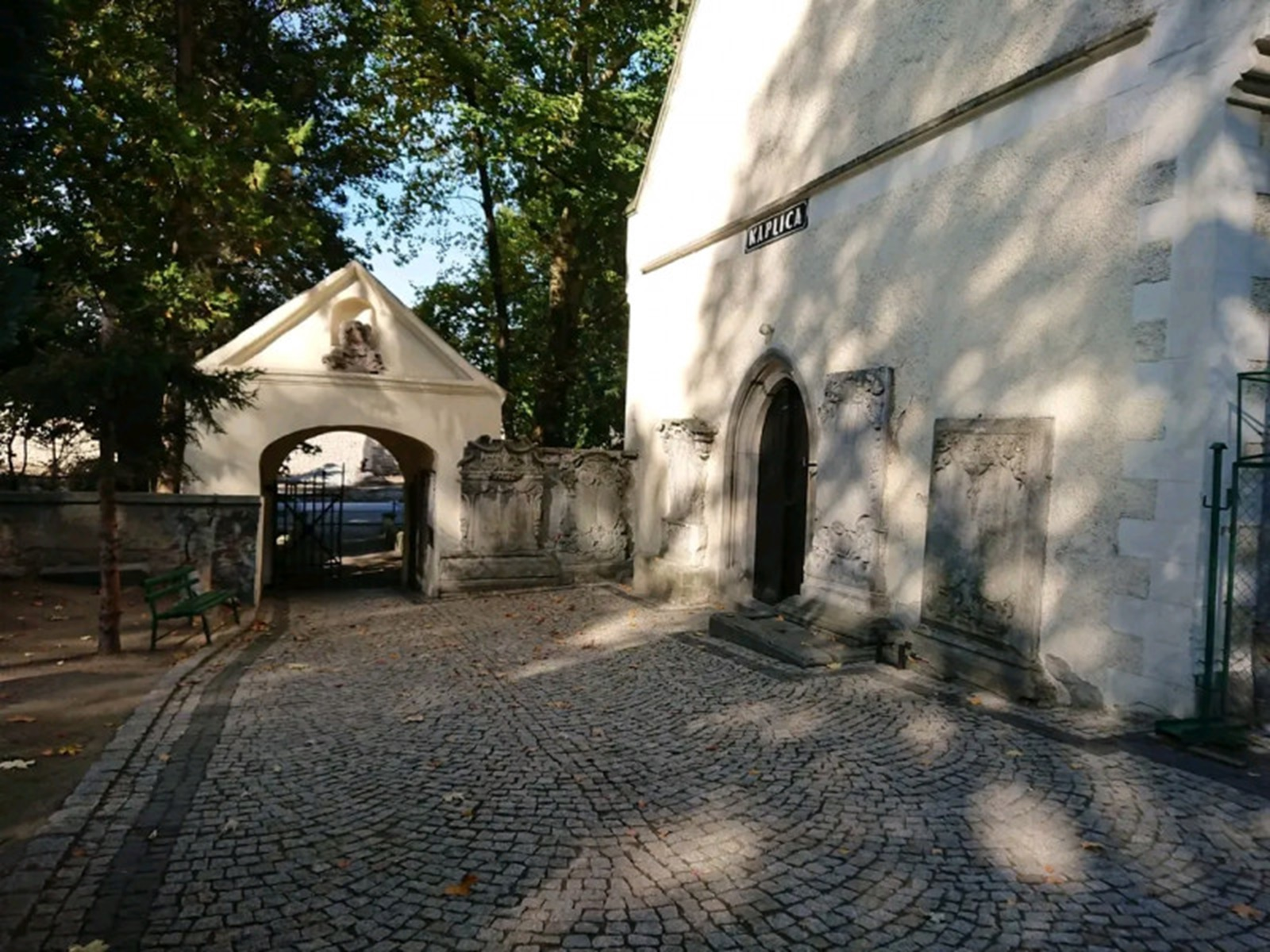
Brama Główna

### Mauzoleum Hohbergów
Najbardziej okazałym grobowcem jest mogiła rodu Hohbergów, która znajduje się w centralnej części cmentarza. Wykonana jest w formie okrągłej otwartej kaplicy wspartej na doryckich kolumnach z napisem po niemiecku przed wejściem Familie Hohberg („Rodzina Hohbergów”). Pochowani są w niej byli właściciele lwóweckiego browaru, m.in. Julius Hohberg (1839–1907), który nabył browar miejski w 1861 r., a w latach 1882–1892 zbudował nowy duży zakład, a także Edward Hohberg (1872–1935) i Paweł Hohberg (1873–1940).

### Punkt widokowy
Z południa, tuż za cmentarzem przed II wojną światową znajdował się punkt widokowy na całe miasto. Obecnie obiekt ten popadł w ruinę, a jego pozostałości zostały przekształcone na zamknięty zbiornik retencyjny. Współcześnie obiekt ten nie służy jako punkt widokowy również ze względu na niską widoczność z powodu rosnących na cmentarzu drzew, które zasłaniają miasto. Za zbiornikiem retencyjnym znajduje się pomniejszony żelazny krzyż. W czasach przedwojennych oprócz wyższego krzyża na szczycie wzgórza mieściła się kaplica. Dziś pozostały po niej jedynie fundamenty.

### Droga Krzyżowa
Przed II wojną światową wzdłuż ogrodzenia cmentarza (strona wschodnia, zachodnia i południowa) znajdowała się droga krzyżowa zwana kalwarią lwówecką z przydrożnymi rzeźbami – stacjami – odtwarzającymi drogę Jezusa Chrystusa na śmierć i złożenia go do grobu. Obecnie nie istnieje.

## Pomniki
| Pomniki na cmentarzu komunalnym w Lwówku Śląskim | Pomniki na cmentarzu komunalnym w Lwówku Śląskim | Pomniki na cmentarzu komunalnym w Lwówku Śląskim                     | Pomniki na cmentarzu komunalnym w Lwówku Śląskim | Pomniki na cmentarzu komunalnym w Lwówku Śląskim |
| Lp.                                              | Zdjęcie                                          | Nazwa                                                                | Informacje | Data odsłonięcia                                 |
| ------------------------------------------------ | ------------------------------------------------ | -------------------------------------------------------------------- | --- | ------------------------------------------------ |
| 1.                                               |                                                  | Pomnik nagrobny Jacobine Ouden-Liepner                               | Duży pomnik w górnej części cmentarza, obecnie traktowany jako pomnik wszystkich zmarłych | 1788 r.                                          |
| 2.                                               |                                                  | Pomnik w hołdzie osadnikom wojskowym, kombatantom II wojny światowej | W niewielkiej odległości od kaplicy cmentarnej znajduje się pomnik osadników wojskowych z dwoma mieczami i napisem „W hołdzie osadnikom wojskowym, kombatantom II wojny światowej w roku 40-lecia PRL 19 maja 1984 – Społeczeństwo miasta i gminy Lwówka Śl.” | 19.05.1984 r.                                    |
| 3.                                               |                                                  | Pomnik pamięci ofiar z Korościatyna                                  | Upamiętnia zbrodnię w Korościatynie | 29.02.2004 r.                                    |

## Godziny otwarcia
Cmentarz jest otwarty i przebywanie na nim jest dozwolone:
1. w okresie od 1 kwietnia do 30 września w godzinach od 7:00 do 21:00,
2. w okresie od 1 października do 31 marca w godzinach od 7:00 do 19:00 (z wyłączeniem 1 i 2 listopada),
3. w okresie od 1 do 2 listopada w godzinach od 6:00 do 23:00.

## Hydrografia
W północnej części nekropolii płynie potok Płóczka – lewy dopływ Bobru.

## Galeria

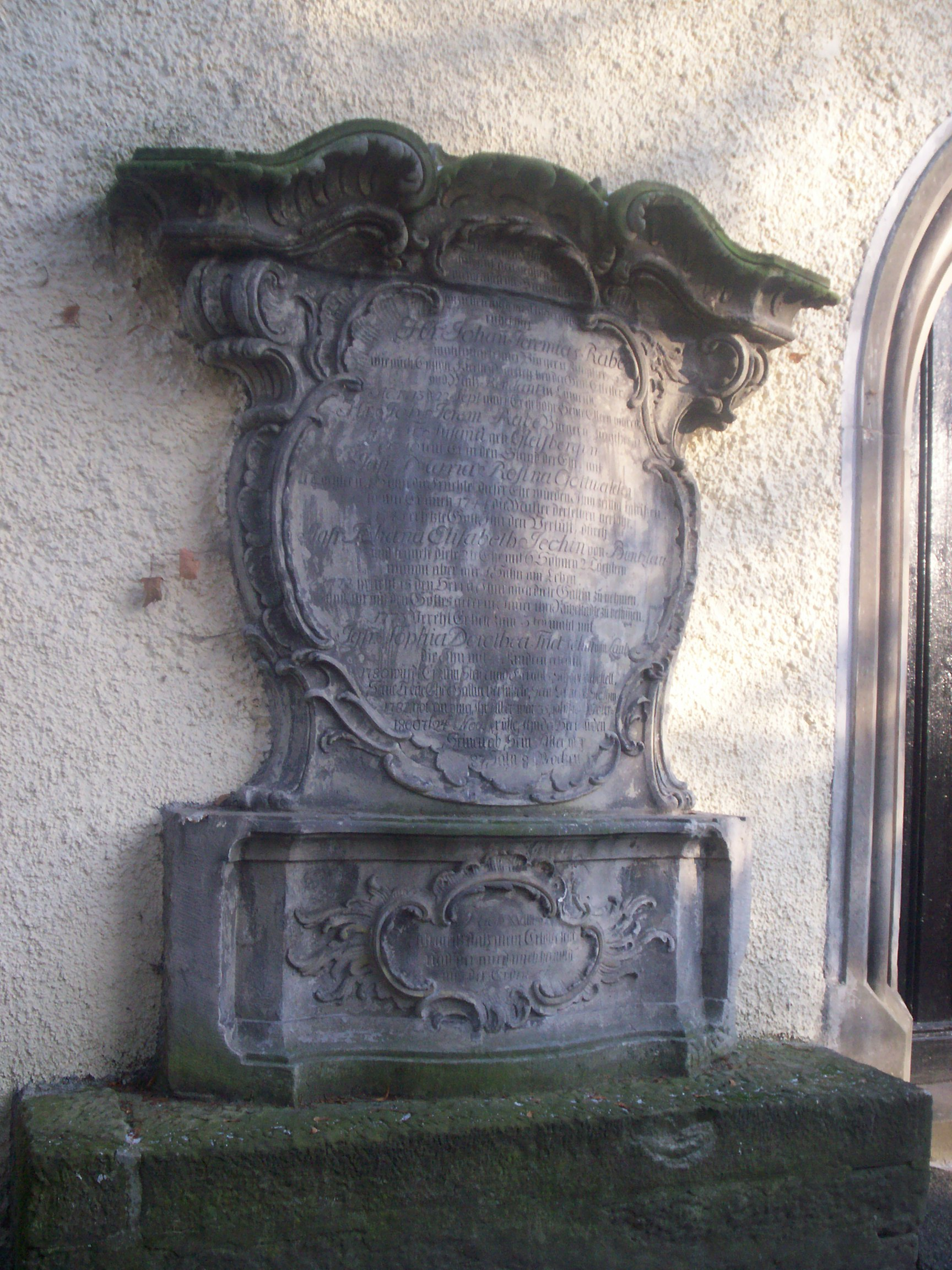
Epitafium przy kaplicy cmentarnej
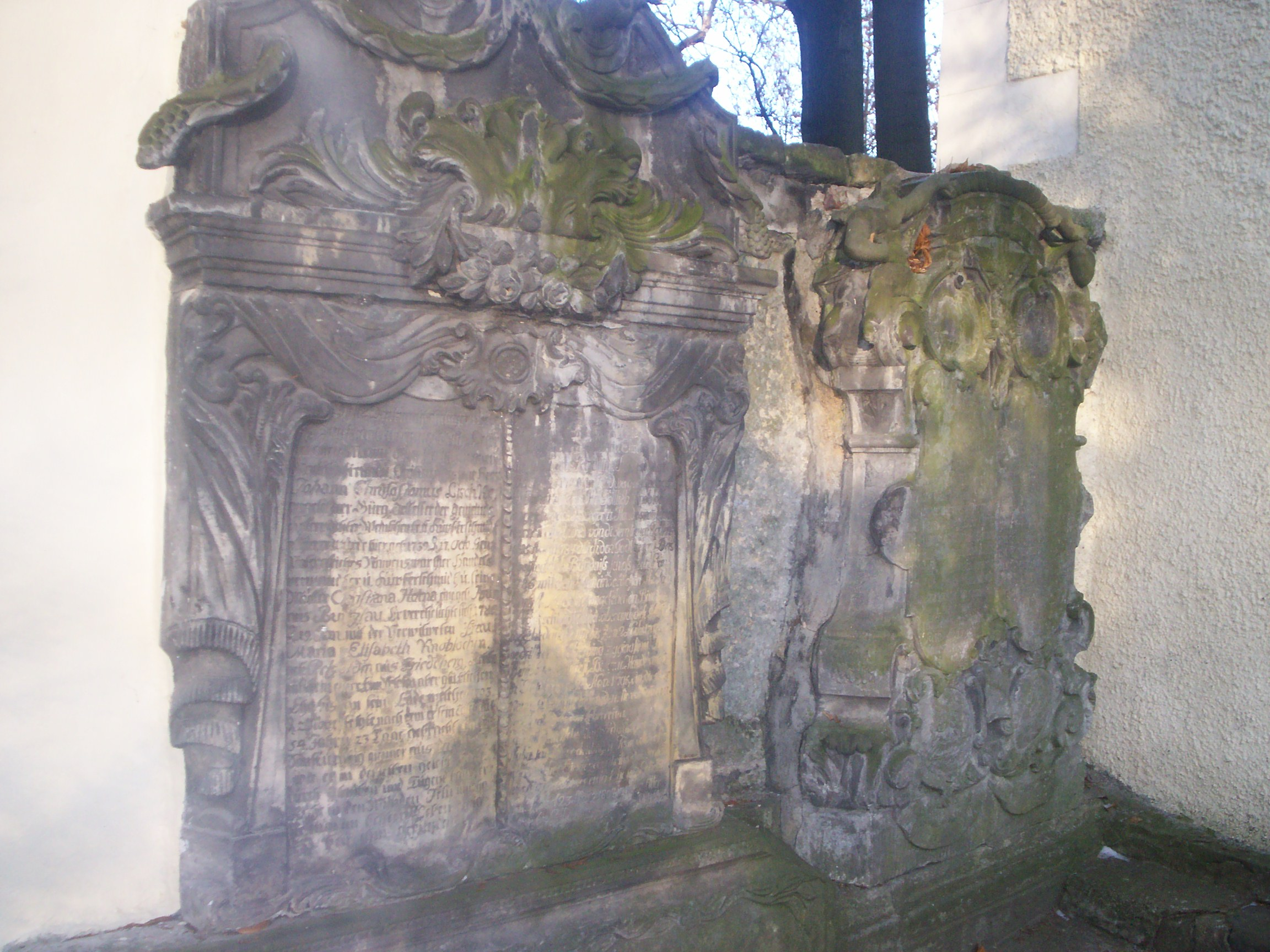
Płyty nagrobne przy kaplicy
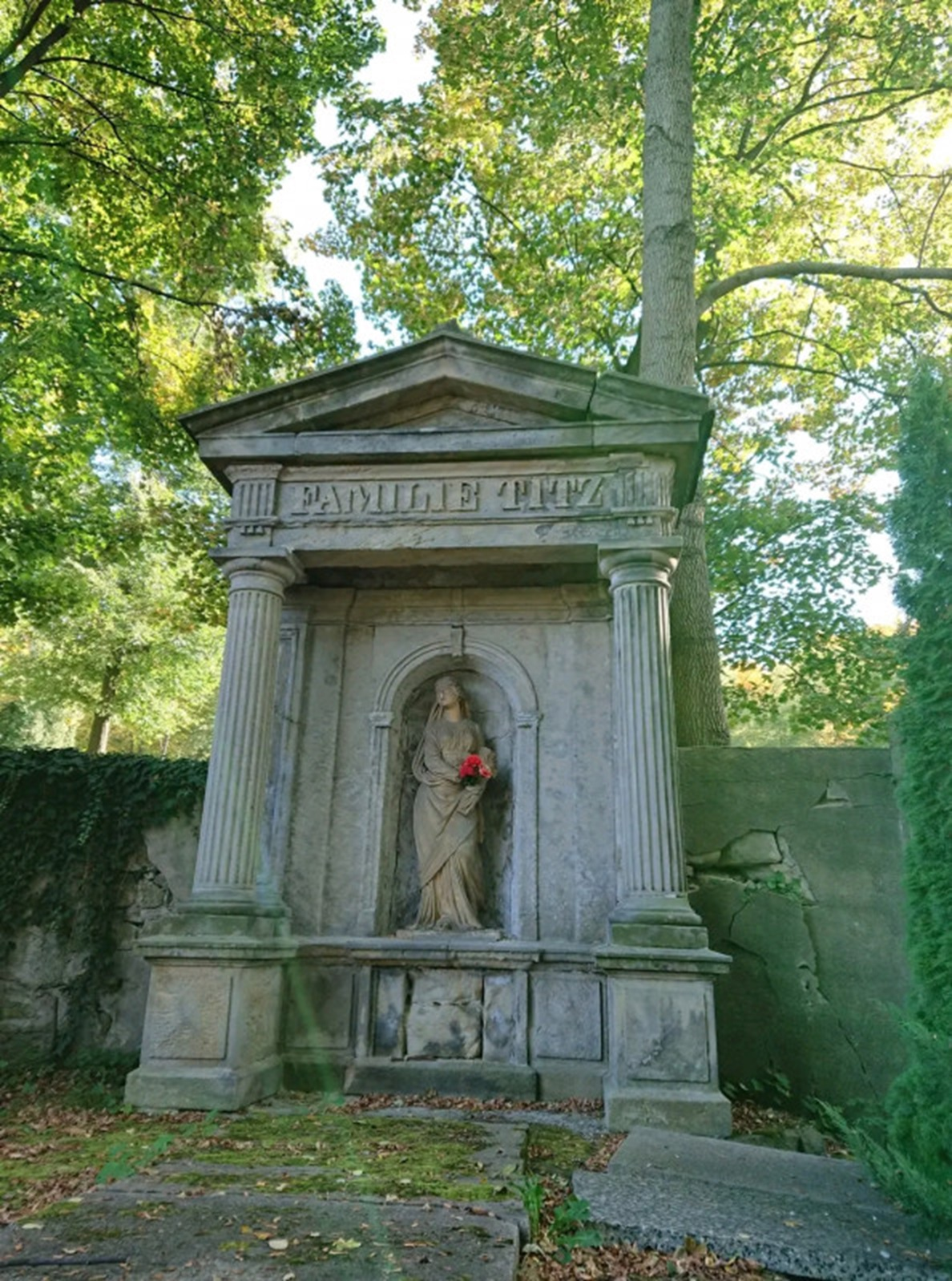
Grobowiec rodziny Titz
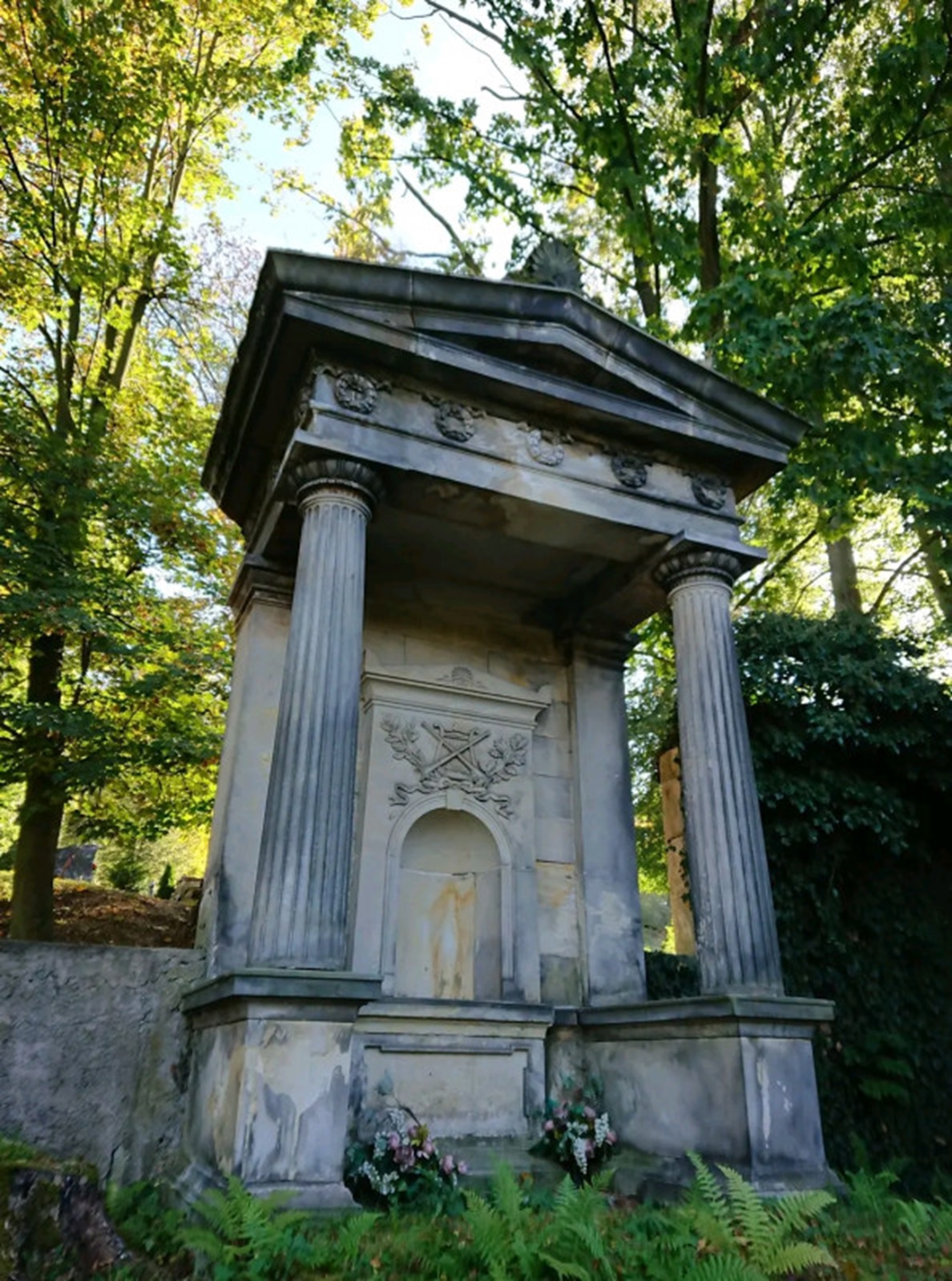
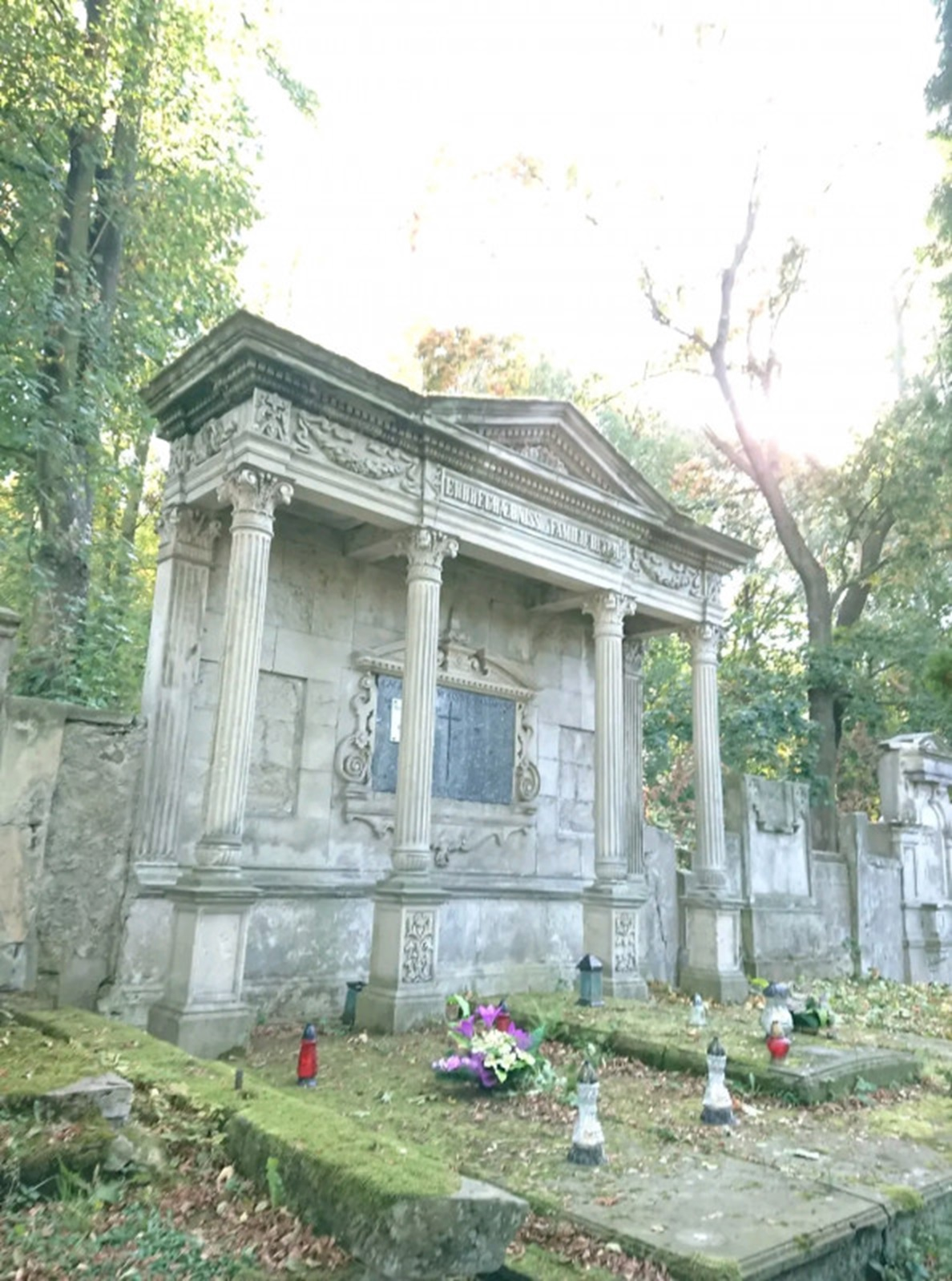
Grobowiec rodziny Beyer
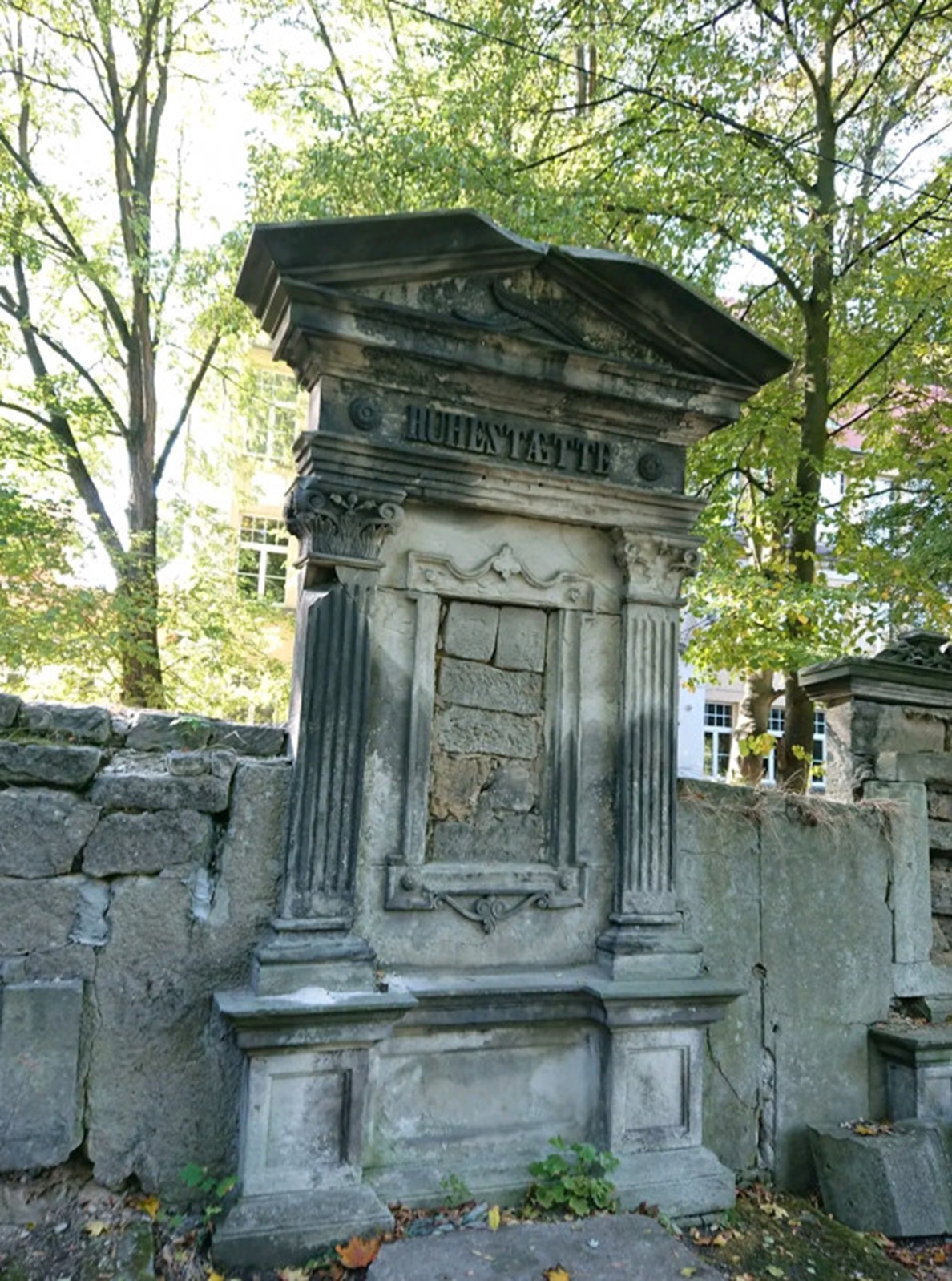
Grobowiec przy ul. Brodatego
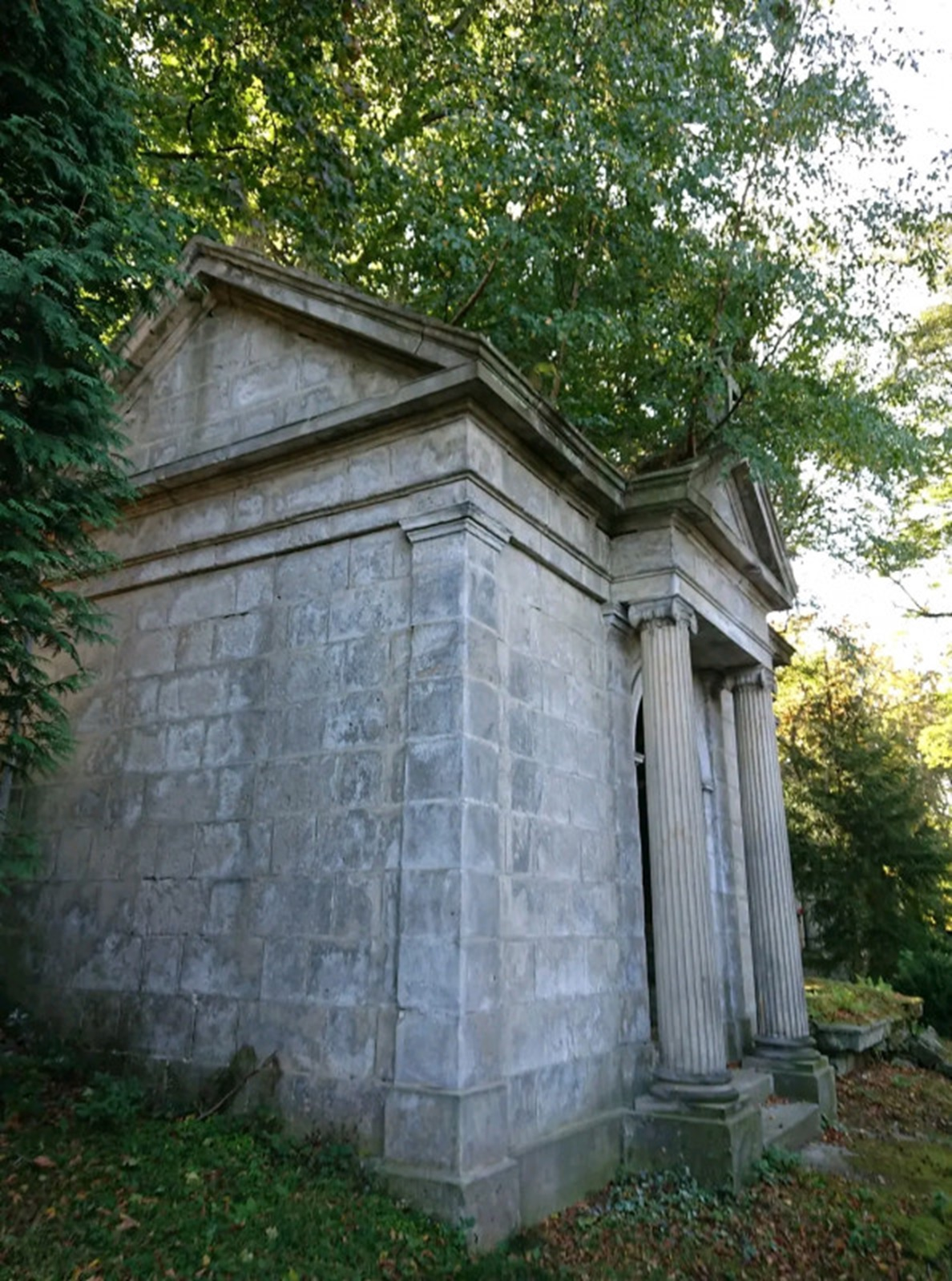
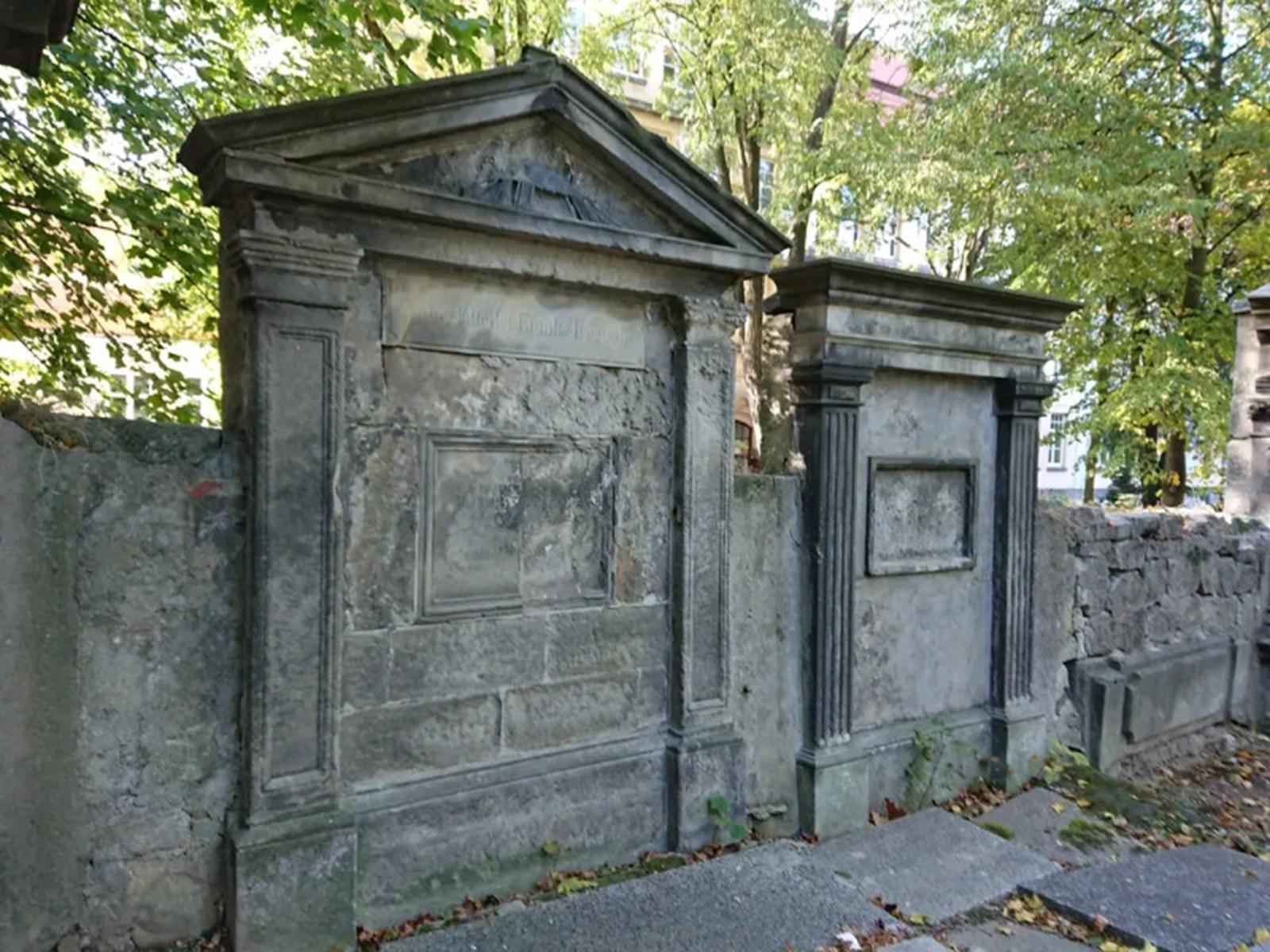
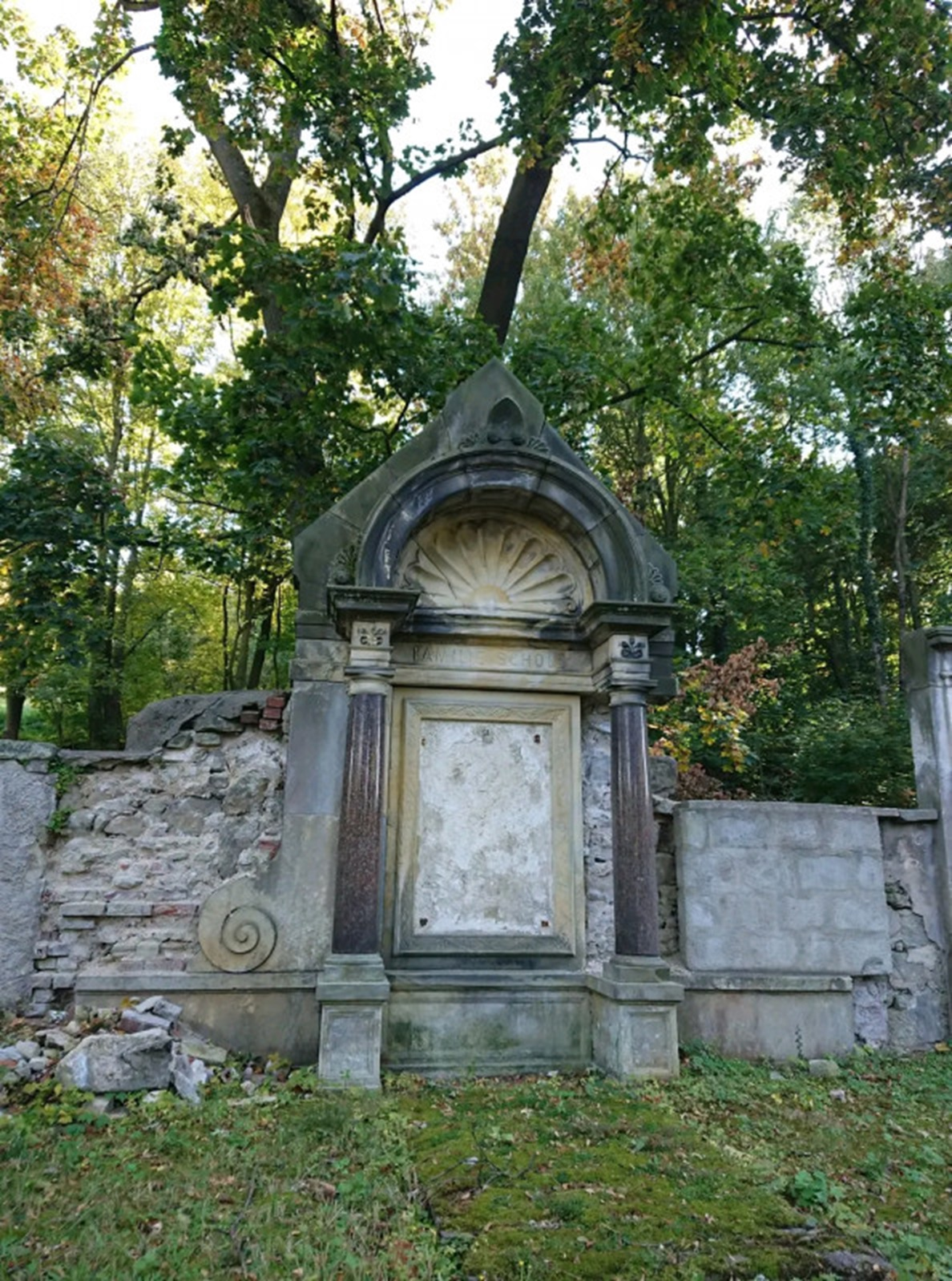